# Long Newnton
Long Newnton – wieś i civil parish w Anglii, w hrabstwie Gloucestershire, w dystrykcie Cotswold. Leży 28 km na południe od miasta Gloucester i 140 km na zachód od Londynu. W 2011 roku civil parish liczyła 211 mieszkańców. Long Newnton jest wspomniana w Domesday Book (1086) jako Newentone.